# Japan Open 1983
Die Japan Open 1983 im Badminton fanden Mitte Januar 1983 in Yokohama statt. Das Endspiel fand am 23. Januar 1983 statt.

## Finalergebnisse
| Disziplin    | Sieger                           | Finalist                  | Ergebnis          |
| ------------ | -------------------------------- | ------------------------- | ----------------- |
| Herreneinzel | Han Jian                         | Prakash Padukone          | 6-15, 15-8, 15-9  |
| Dameneinzel  | Han Aiping                       | Kirsten Larsen            | 11-2, 11-4        |
| Herrendoppel | Stefan Karlsson Thomas Kihlström | Rudy Heryanto Razif Sidek | 18-14, 6-15, 15-6 |
| Damendoppel  | Gillian Clark Gillian Gilks      | Nora Perry Jane Webster   | 15-6, 15-8        |
| Mixed        | Thomas Kihlström Nora Perry      | Martin Dew Gillian Gilks  | 15-5, 15-2        |

1. ↑  Dritte wurden Park Joo-bong und Lee Eun-ku sowie Bobby Ertanto und Hadibowo.